# Ad diem illum

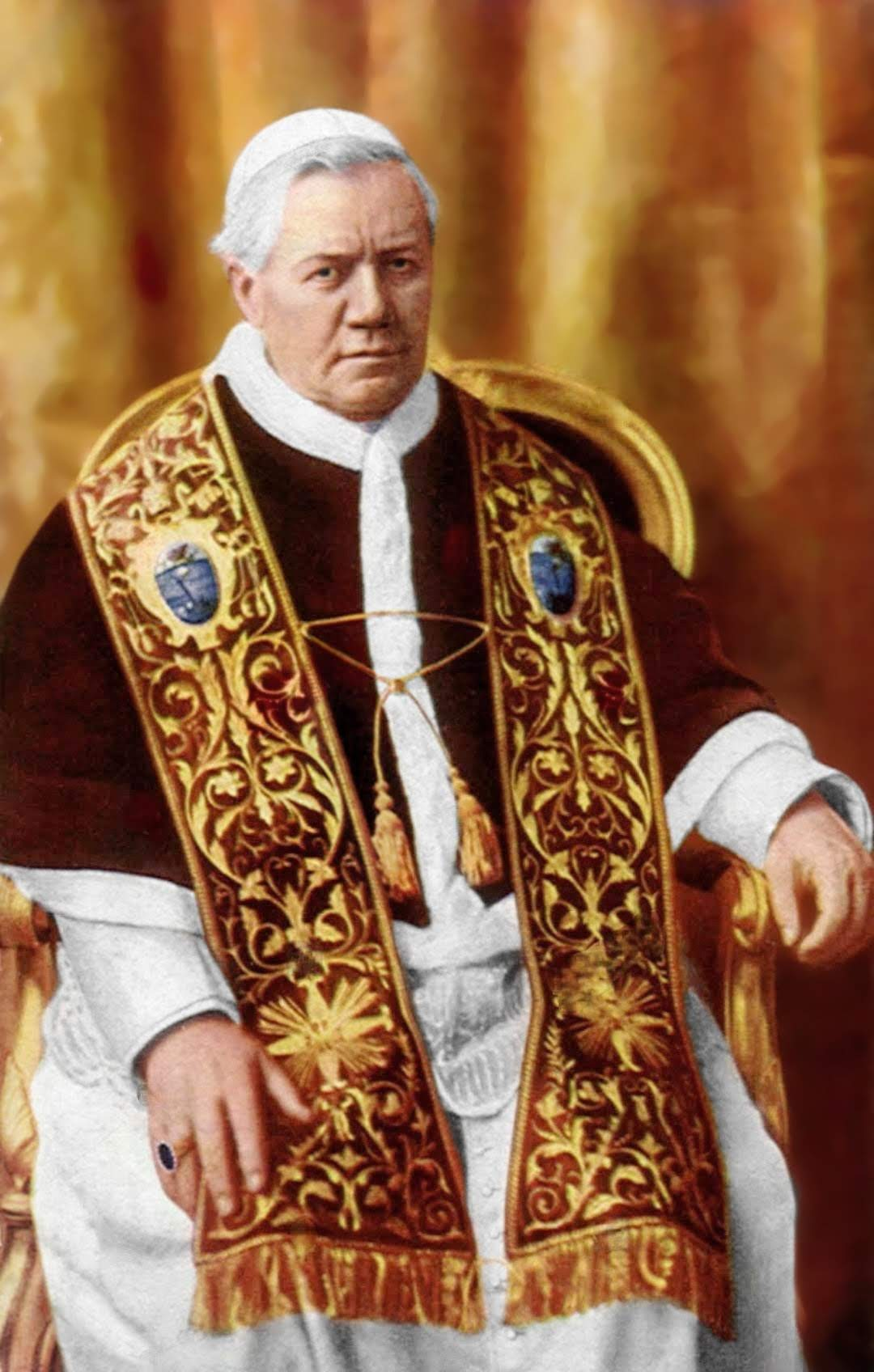
Papež Pius X.

Ad diem Illum Laetissimum je encyklikou svatého Papeže Pia X. o neposkvrněném početí vyhlášenou na Svatopetrském náměstí v Římě dne 2. února 1904, v prvním roce jeho pontifikátu. 

## Historie
Prvním důvodem k sepsání encykliky Ad diem Illum bylo papežovo přání k obnově všeho v Kristu, což bylo mottem jeho první encykliky i heslem jeho pontifikátu. Pius X. pak nevidí bezpečnější a přímější cestu než skrze Marii, která spojuje všechno lidstvo v Kristu.

## Obsah
Encyklika, která vysvětluje mariologii svatého Pia X. byla vyhlášena k 50. výročí vyhlášení dogmatu o neposkvrněném početí Panny Marie „ex cathedra“ papežem Piem IX. dne 8. prosince 1854 bulou Ineffabilis Deus. 